# Oppenheimer (película)
Oppenheimer es una película biográfica épica de suspenso y drama de 2023, ganadora del Óscar a Mejor Película. Escrita y dirigida por Christopher Nolan, fue producida por Nolan junto a Charles Roven y Emma Thomas. Basada en American Prometheus, una biografía de 2005 escrita por Kai Bird y Martin J. Sherwin, la cinta narra la vida de J. Robert Oppenheimer, un físico teórico que fue fundamental en el desarrollo de las primeras armas nucleares como parte del Proyecto Manhattan y, por lo tanto, marcó el comienzo de la era atómica durante la Segunda Guerra Mundial. Cillian Murphy interpreta a Oppenheimer, con Emily Blunt como Katherine «Kitty» Oppenheimer, esposa de Robert, Matt Damon como el general Leslie Groves, el controlador militar de Oppenheimer, y Robert Downey Jr. como Lewis Strauss, un alto miembro de la Comisión de Energía Atómica de los Estados Unidos. El elenco del conjunto incluye a Florence Pugh, Josh Hartnett, Casey Affleck, Rami Malek y Kenneth Branagh. 
El proyecto se anunció en septiembre de 2021 después de que Universal Pictures ganara una guerra de ofertas por el guion de Nolan. Murphy firmó para interpretar a Oppenheimer en octubre, y otros en el elenco principal se unieron entre noviembre de 2021 y abril de 2022. La preproducción comenzó su marcha en enero de 2022, y la filmación se llevó a cabo de febrero a mayo. Oppenheimer se filmó en IMAX 65 mm, siendo una película de gran formato de 65 mm, incluyendo, por primera vez en la historia, secciones en IMAX a blanco y negro de fotografía cinematográfica. Al igual que con sus trabajos anteriores, Nolan utilizó amplios efectos prácticos y mínimas imágenes generadas por computadora.
Oppenheimer se estrenó en Le Grand Rex, en París, el 11 de julio de 2023, y fue estrenada en cines en los Estados Unidos y el Reino Unido, el 21 de julio de 2023, bajo la productora Universal Pictures, siendo la primera película del director desde Memento en no ser distribuida por Warner Bros. Su estreno simultáneo con Barbie de Greta Gerwig, condujo al fenómeno denominado como «Barbenheimer» en las redes sociales, que alentó al público a ver ambas películas como una doble función. La película ha recibido elogios de la crítica, particularmente por su elenco, guion y efectos visuales.
La película recaudó más de 975 millones de dólares en todo el mundo, convirtiéndose en la tercera película más taquillera de 2023, la película relacionada con la Segunda Guerra Mundial más taquillera, la película biográfica más taquillera y la segunda película con clasificación R más taquillera. Oppenheimer fue nombrada una de las diez mejores películas de 2023 por el National Board of Review y el American Film Institute, y recibió numerosos premios, incluidas nominaciones a ocho Premios Globo de Oro. La película fue nominada en trece candidaturas y obtuvo siete galardones en los Premios BAFTA, incluyendo Mejor Película. En los Premios Óscar, la película fue nominada con un total de trece nominaciones incluyendo Mejor Película, Mejor Dirección para Nolan, Mejor Actor para Murphy, Mejor Actriz de Reparto para Blunt y Mejor Actor de Reparto para Downey Jr., entre otras.

## Argumento
En 1926, el estudiante en doctorado de 22 años J. Robert Oppenheimer sufre de nostalgia y ansiedad mientras estudia con el físico experimental Patrick Blackett en el Laboratorio Cavendish de  la Universidad de Cambridge. Oppenheimer, molesto con Blackett, toma represalias dejándole una manzana envenenada, evitando posteriormente por poco que el científico visitante Niels Bohr se la coma.
Oppenheimer completa su PhD en física en la Universidad de Göttingen (en la República de Weimar), donde conoce al físico teórico Werner Heisenberg. Regresa a los Estados Unidos, con la esperanza de expandir la investigación de física cuántica allí, y comienza a enseñar en la Universidad de California en Berkeley, y en el Instituto de Tecnología de California. Conoce a su futura esposa, Katherine Puening, bióloga y excomunista. Tiene una aventura intermitente con la joven psiquiatra Jean Tatlock, miembro del Partido Comunista de los Estados Unidos, hasta que esta se suicida unos años después.
El general del ejército estadounidense Leslie Groves recluta a Oppenheimer para dirigir el Proyecto Manhattan y desarrollar una bomba atómica después de que Oppenheimer le asegura que no tiene simpatías comunistas. Oppenheimer, que es judío, está particularmente motivado porque los nazis con un programa de armas nucleares en marcha no desarrollen la bomba atómica antes que ellos. Reúne un equipo científico en Los Álamos (Nuevo México), para crear en secreto la bomba con la intención de salvar al mundo a pesar de sus posibles repercusiones globales. En un momento determinado, él y Albert Einstein discuten la posibilidad de que una bomba de este tipo desencadene una reacción en cadena que podría destruir el mundo.
Cuando Alemania se rinde en la Segunda Guerra Mundial, algunos de los científicos del proyecto comienzan a dudar de la importancia  de continuar; sin embargo, la bomba se completa y la prueba Trinity se lleva a cabo con éxito justo antes de la Conferencia de Potsdam. El presidente de los Estados Unidos, Harry S. Truman, decide lanzar bombas atómicas sobre Hiroshima y Nagasaki, con lo que fuerza la rendición de Japón y convierte a Oppenheimer en «el padre de la bomba atómica» a ojos del público. Atormentado por la inmensa destrucción y el sufrimiento causados por las bombas, Oppenheimer se reúne con Truman para instar a la moderación en el desarrollo de armas aún más poderosas. Este está disgustado por la angustia de Oppenheimer, que interpreta como debilidad, e insiste en que solo él, como presidente, es responsable del uso de la bomba. El científico, sin embargo, continúa sintiendo una intensa culpa.
Oppenheimer aboga contra un mayor desarrollo nuclear, especialmente la bomba de hidrógeno, lo que lo sitúa en el bando opuesto a su compañero  del Proyecto Manhattan Edward Teller. Su postura se convierte en un punto de discordia en el lado estadounidense en medio de la tensa Guerra Fría contra la Unión Soviética. Lewis Strauss, presidente de la Comisión de Energía Atómica de los Estados Unidos, está resentido con Oppenheimer por desestimar públicamente sus preocupaciones  por la exportación de radioisótopos y ―según cree Strauss― por hablar mal de él ante Einstein. En una audiencia destinada a sacar a Oppenheimer de la esfera de influencia política, es traicionado por el testimonio de Teller y otros asociados, y Strauss explota las asociaciones de Oppenheimer con comunistas y excomunistas como Tatlock y el hermano de Oppenheimer, Frank. Se revoca la autorización de seguridad de Oppenheimer, se destruye su imagen pública y se neutraliza su influencia política. Más tarde, en una audiencia de confirmación del Senado sobre la nominación de Strauss como secretario de Comercio, los motivos personales de Strauss en la caída de Oppenheimer son revelados por el físico David Hill, y Strauss no es confirmado para el puesto.
En 1963, el presidente Lyndon B. Johnson otorga a Oppenheimer el premio Enrico Fermi como  gesto de rehabilitación política. Se revela que su conversación anterior con Einstein no había sido sobre Strauss, sino sobre las implicaciones de largo alcance de las armas nucleares. Oppenheimer se pregunta si la prueba Trinity, creación suya en gran medida, había puesto en marcha una «reacción en cadena» de acontecimientos posiblemente conducentes a un holocausto nuclear. En la última escena, Oppenheimer le pregunta a Einstein si recuerda los cálculos que le mostró y cómo imaginaron que podrían iniciar una reacción en cadena que sepultara al mundo, y confirma que sí lo hicieron, ya que se inició la cuenta atrás para que la humanidad se destruyera a sí misma con el poder de las armas nucleares. Mientras Einstein se va, la película termina con Oppenheimer lleno de remordimiento mientras imagina el mundo siendo arrasado por fuego nuclear, y cierra sus ojos en desesperación.

## Reparto
- Cillian Murphy como J. Robert Oppenheimer[5]
- Emily Blunt como Katherine «Kitty» Oppenheimer[6]
- Matt Damon como Leslie Groves[7]
- Robert Downey Jr. como Lewis Strauss[7]
- Florence Pugh como Jean Tatlock[8]
- Josh Hartnett como Ernest Lawrence[9][10]
- Casey Affleck como Boris Pash[11]
- Rami Malek como David L. Hill[8]
- Kenneth Branagh como Niels Bohr[12]
- Benny Safdie como Edward Teller[8]
- Jason Clarke como Roger Robb[13]
- Dylan Arnold como Frank Oppenheimer[14]
- Tom Conti como Albert Einstein[15]
- James D'Arcy como Patrick Blackett[16]
- David Dastmalchian como William L. Borden[17]
- Dane DeHaan como Kenneth Nichols[18]
- Alden Ehrenreich como un ayudante del Senado de Lewis Strauss[19][20]
- Tony Goldwyn como Gordon Gray[21]
- Jefferson Hall como Haakon Chevalier[22][23]
- David Krumholtz como Isidor Isaac Rabi[19]
- Matthew Modine como Vannevar Bush[24]
- Gustaf Skarsgård como Hans Bethe[25]
- Michael Angarano como Robert Serber[9]
- Jack Quaid como Richard Feynman[26]
- Josh Peck como Kenneth Bainbridge[27]
- Olivia Thirlby como Lilli Hornig[28]
- Danny Deferrari como Enrico Fermi[29]
- Devon Bostick como Seth Neddermeyer[30]
- Alex Wolff como Luis Walter Alvarez[31]
- Scott Grimes como consejero[32]
- Josh Zuckerman como Giovanni Rossi Lomanitz[33]
- Matthias Schweighöfer como Werner Heisenberg[34][35]
- Christopher Denham como Klaus Fuchs[32]
- David Rysdahl como Donald Hornig[36]
- Guy Burnet como George Eltenton[29]
- Louise Lombard como Ruth Tolman[37]
- Harrison Gilbertson como Philip Morrison[38]
- Emma Dumont como Jackie Oppenheimer[38]
- Trond Fausa Aurvåg como George Kistiakowsky[39]
- Olli Haaskivi como Edward Condon[14]
- Gary Oldman como Harry S. Truman[40]
- Troy Bronson como Joseph W. Kennedy[41][42]
- John Gowans como Ward Evans
- Kurt Koehler como Thomas A. Morgan[43][44]
- Macon Blair como Lloyd K. Garrison[45]
- Harry Groener como Gale W. McGee[45]
- Jack Cutmore-Scott como Lyall Johnson[45]
- James Remar como Henry Stimson[45]
- Gregory Jbara como Warren Magnuson[45]
- Tim DeKay como John Pastore[45]
- James Urbaniak como Kurt Gödel[45]
- Michael A. Baker como Joe Volpe

## Producción

### Guion
El director Nolan comenzó a prestar interés por Oppenheimer cuando era joven, después de escuchar la letra "¿Cómo puedo salvar a mi pequeño niño del juguete mortal de Oppenheimer?" en la canción de Sting "Russians" (1985). También se inspiró en sus temores al holocausto nuclear durante su infancia, como vivió durante la era de la Campaña para el Desarme Nuclear (CND) y las protestas antinucleares en RAF Greenham Common, una antigua estación de la Royal Air Force. Sintió que "si bien nuestra relación con ese miedo [nuclear] ha disminuido y fluído con el tiempo, la amenaza en sí nunca desapareció", y consideró que la invasión rusa de Ucrania en 2022 había provocado un resurgimiento de la ansiedad nuclear. Nolan también había escrito un guion para una película biográfica de Howard Hughes aproximadamente durante el tiempo de producción de The Aviator (2004) de Martin Scorsese, lo que le había dado una idea de cómo escribir un guion sobre la vida de una persona. La actriz Emily Blunt describió el guion de Oppenheimer como "emocional" y parecido al de un thriller, al tiempo que comentó que Nolan había "convertido una película biográfica en un thriller".
Oppenheimer es el primer guion escrito por Nolan en primera persona, ya que quería que la narrativa se transmitiera desde la perspectiva del mismo Oppenheimer. Describió la "textura" de la película "cómo lo personal interactúa con lo histórico y lo geopolítico" con la intención de convertirla en una advertencia. Comenzó a desarrollar el guion después de completar Tenet y lo escribió en sólo unos meses; Llevaba más de 20 años pensando en hacer una película sobre Oppenheimer. Un elemento importante de la trama es la respuesta de Oppenheimer a las consecuencias a largo plazo de sus acciones. Nolan deseaba explorar el fenómeno de las reacciones retardadas, ya que sentía que las personas "no necesariamente se enfrentan a los elementos más fuertes o peores de [sus acciones] en el momento". También eligió alternar entre escenas en color y blanco y negro para transmitir la historia desde perspectivas subjetivas y objetivas, respectivamente, con la mayor parte de la visión de Oppenheimer mostrada a través de la primera, mientras que la segunda representa una "visión más objetiva de su historia desde el punto de vista de un personaje diferente". Queriendo hacer la película lo más subjetiva posible, el equipo de producción decidió incluir visiones de las concepciones de Oppenheimer sobre el mundo cuántico y las ondas de energía. Nolan señaló que si bien Oppenheimer nunca se disculpó públicamente por su papel en los bombardeos atómicos de Hiroshima y Nagasaki, todavía creía que Oppenheimer se había sentido genuinamente culpable por sus acciones y, por lo tanto, lo retrató como exhibiendo esos sentimientos.
Nolan comenzó tratando de encontrar el "hilo que conecta el reino cuántico, la vibración de la energía y el viaje personal de Oppenheimer" y buscó retratar las dificultades de su vida, particularmente en lo que respecta a su vida sexual. Como tal, Nolan quería retratar con franqueza su romance con Jean Tatlock. También quería explorar la influencia de Tatlock en la vida de Oppenheimer, ya que ella era comunista, lo que tuvo "enormes ramificaciones para la vida posterior [de Oppenheimer] y su destino final". Nolan también buscó explorar la relación entre Oppenheimer y el almirante Lewis Strauss, expresidente de la Comisión de Energía Atómica de Estados Unidos, inspirándose en la relación entre Mozart y Antonio Salieri como se describe en Amadeus (1984). 
Otro momento crítico de la película fue la reunión en la que el presidente Harry S. Truman llamó a Oppenheimer "llorón". Nolan quería transmitir la escena desde la perspectiva de Oppenheimer y sintió que era un "gran momento de desilusión, un gran punto de inflexión [para Oppenheimer] en su enfoque para tratar de lidiar con las consecuencias de aquello en lo que había estado involucrado", al mismo tiempo subrayando que se trata de un "enorme cambio en la percepción sobre la realidad de la percepción de Oppenheimer". Quería ejecutar un cambio de tono rápido después de los bombardeos atómicos de Hiroshima y Nagasaki, deseando pasar del "mayor triunfalismo, el más alto, al más bajo en el menor tiempo de pantalla posible". Para el final, Nolan optó por hacerlo intencionalmente vago para estar abierto a la interpretación y se abstuvo de ser didáctico o transmitir mensajes específicos en su trabajo. Sin embargo, tenía la intención de presentar "un fuerte conjunto de reverberaciones inquietantes al final".

### Desarrollo
En diciembre de 2020, Warner Bros. Pictures anunció sus planes de estrenar sus películas de 2021 simultáneamente en los cines y en la plataforma HBO Max debido al impacto de la pandemia del COVID-19 en la industria cinematográfica. Christopher Nolan, quien se había asociado con el estudio en cada una de sus películas a partir de Insomnia (2002), expresó su inconformismo al respecto. En enero de 2021, los medios de comunicación mencionaron la posibilidad de que la próxima película de Nolan pudiera ser la primera en no ser financiada ni distribuida por Warner Bros. El cineasta había apoyado previamente la decisión del estudio de dar a Wonder Woman 1984 (2020) un estreno simultáneo, declarando que percibía que esa situación se había manejado correctamente, pero dijo que había sido excluido de cualquier discusión en relación con el estreno pospuesto de su película Tenet.
En septiembre de 2021, los medios informaron que Nolan dirigiría una película biográfica ambientada en la Segunda Guerra Mundial sobre J. Robert Oppenheimer, creador de la bomba atómica, y que se encontraban negociando con Cillian Murphy para protagonizarla. Nolan se acercó a múltiples estudios, incluyendo Sony Pictures, Universal Pictures, Paramount Pictures y Apple Studios debido a su tensa relación con Warner Bros, aunque la opción de trabajar con ellos no estaba completamente descartada. Según fuentes internas, Paramount quedó fuera de la selección desde el principio, ya que el estudio era partidario de aumentar los estrenos en el servicio de streaming.
El 14 de septiembre se anunció que Universal distribuiría la película, con una producción prevista para el primer trimestre de 2022. Algunas de las exigencias de Nolan incluían un presupuesto de producción de 100 millones de dólares y un presupuesto de mercadeo de igual valor y una ventana teatral de al menos 100 días, entre otras.

### Elección del reparto
Oppenheimer supone la sexta colaboración entre Nolan y Murphy, y la primera en la que este último es el protagonista. Para prepararse el papel, el actor hizo lo que resumió como "un montón de lecturas" sobre la vida de Oppenheimer. En octubre de 2021, se confirmó que Murphy y Emily Blunt interpretarían los papeles principales. A finales de 2021, Matt Damon, Robert Downey Jr., Florence Pugh, Rami Malek y Benny Safdie se sumaron al reparto. A principios de 2022 hicieron lo propio Josh Hartnett, Dane DeHaan, Jack Quaid, Matthew Modine, Dylan Arnold, Olli Haaskivi, Alden Ehrenreich, David Krumholtz, Josh Peck, Rob Morgan, Michael Angarano, Kenneth Branagh, Devon Bostick, y David Dastmalchian. 
La crítica de Newsweek Malina Saval cuestionó al director por su elección de Murphy para el papel principal: «Oppenheimer estaba en un perpetuo estado de crisis de identidad, luchando constantemente con su judaísmo, que una representación mucho más auténtica de él en la pantalla solo puede lograrse a través de la elección de un actor judío para el papel. Pero esto no parece habérsele ocurrido a Nolan». Saval añadió que este se trata de «otro ejemplo evidente de cómo el impulso colectivo de Hollywood por la diversidad, la equidad y la inclusión en lo que respecta a la representación en pantalla ha eludido casi por completo a la comunidad judía».
Christopher Nolan confesó que los cambiar entre la filmación en color y blanco y negro son diferentes puntos de vista. El color explica la visión subjetiva del protagonista Oppenheimer, mientras que cuando aparece el blanco y negro, se cuenta desde la realidad, de cómo lo visualizó todo el mundo.

### Rodaje
La preproducción había comenzado en enero de 2022 en Nuevo México, donde se realizó un casting de dos días en Santa Fe y Los Álamos para que la ciudadanía local se presentara a las audiciones para interpretar a los residentes, personal militar y científicos. En febrero se realizó una nueva jornada de casting. El rodaje comenzó el 28 de febrero de 2022, con Hoyte van Hoytema como director de fotografía, siendo su cuarta colaboración con el director. La película utiliza una combinación de películas IMAX de 65 mm y de gran formato de 65 mm; también es el primer filme que rueda secciones en fotografía analógica IMAX en blanco y negro. El rodaje finalizó en mayo de 2022.
Durante la postproducción, la edición estuvo a cargo de Jennifer Lame, quien previamente había editado Tenet. Los efectos visuales estuvieron a cargo de DNEG. Andrew Jackson fue el supervisor de efectos visuales. La banda sonora fue compuesta por Ludwig Göransson. El álbum de la banda sonora fue lanzado el 21 de julio de 2023, el mismo día del estreno de la película en Estados Unidos.

### Vestuario
La diseñadora Ellen Mirojnick está acostumbrada a viajar al pasado con sus diseños. Antes de colaborar por primera vez con Nolan en Oppenheimer, la figurinista había vestido a los Bridgerton, la Agente Carter de Marvel, el Liberace de Detrás del candelabro (2013) o los habitualmente ensangrentados médicos de The Knick (2014-2015), por destacar solo algunos títulos de una carrera que también incluye hitos como Instinto básico (1992), Días extraños (1995) o El gran showman (2017). Sin embargo, la oportunidad de volver a mediados de los años 40 de la mano del director británico ha sido algo especial para ella.
“Siempre me han encantado las películas de Chris Nolan”, confiesa Mirojnick. “Me encantan el tipo de historias que cuenta y su forma de hacerlo. Me encanta que haga pedazos las cosas y vuelva a unirlas con una complejidad quirúrgica, una sorpresa y un gran estilo. ¡Es eléctrico! Descarga una energía que permite que tu imaginación y curiosidad vuelen con una emoción sin límites. De la historia de Oppenheimer encontré muy interesante descubrir lo sincronizados que estaban sus genios en explorar un paisaje desconocido a través de la experimentación con la fisión y la fusión, literal y metafóricamente”.
Uno de los primeros retos que la diseñadora de vestuario tuvo que superar en una película tan marcada por el punto de vista de su personaje principal fue, precisamente, el de intentar reflejar los refinados gustos de J. Robert Oppenheimer a través de su atuendo, partiendo además de referencias reales y fotografías antiguas del hombre en cuestión para después recrearlas con Cillian Murphy. Durante sus investigaciones, Mirojnick que Oppenheimer cultivó la misma silueta toda su vida, si bien se lo vio “más voluminoso en la época que vio la detonación y los efectos de la bomba”. Sin embargo, su estilo permaneció inalterado durante todo el periodo que aborda la narración, siempre reforzando su atractivo con unas camisas de tonos tan azulados como los penetrantes ojos de Muprhy.

### Postproducción
Durante la postproducción, la edición estuvo a cargo de Jennifer Lame , quien previamente había editado Tenet . Mientras inspeccionaban el metraje durante la edición, Nolan y Lame realizaron "pases de personajes" para asegurarse de que todos los personajes se mostraran correctamente en la pantalla, debido a que la película tiene un ritmo más rápido que la mayoría de los éxitos de taquilla tradicionales. Los efectos visuales estuvieron a cargo de DNEG , que produjo más de 100 tomas con más de 400 elementos prácticamente filmados, marcando su octava colaboración con Nolan. Andrew Jackson fue el supervisor de efectos visuales, quien afirmó que la película utilizó en su mayoría efectos visuales "invisibles" a través de "efectos especiales 'en la cámara' creados en el set". Se utilizó composición digital para la escena de Trinity para agregar múltiples capas a la explosión que se filmó desde un punto de vista multifacético. 
El cineasta Steven Spielberg fue la primera persona en ver el montaje final de la película en forma de proyección privada de su primera copia en 70 mm. Nolan comentó sobre la reacción de Spielberg y dijo: "Dijo algunas cosas muy amables, pero en realidad solo para verlo mirar... Se suponía que ni siquiera debía verlo con él, pero ¿ver al gran maestro mirando? Fue algo irresistible".

## Banda sonora

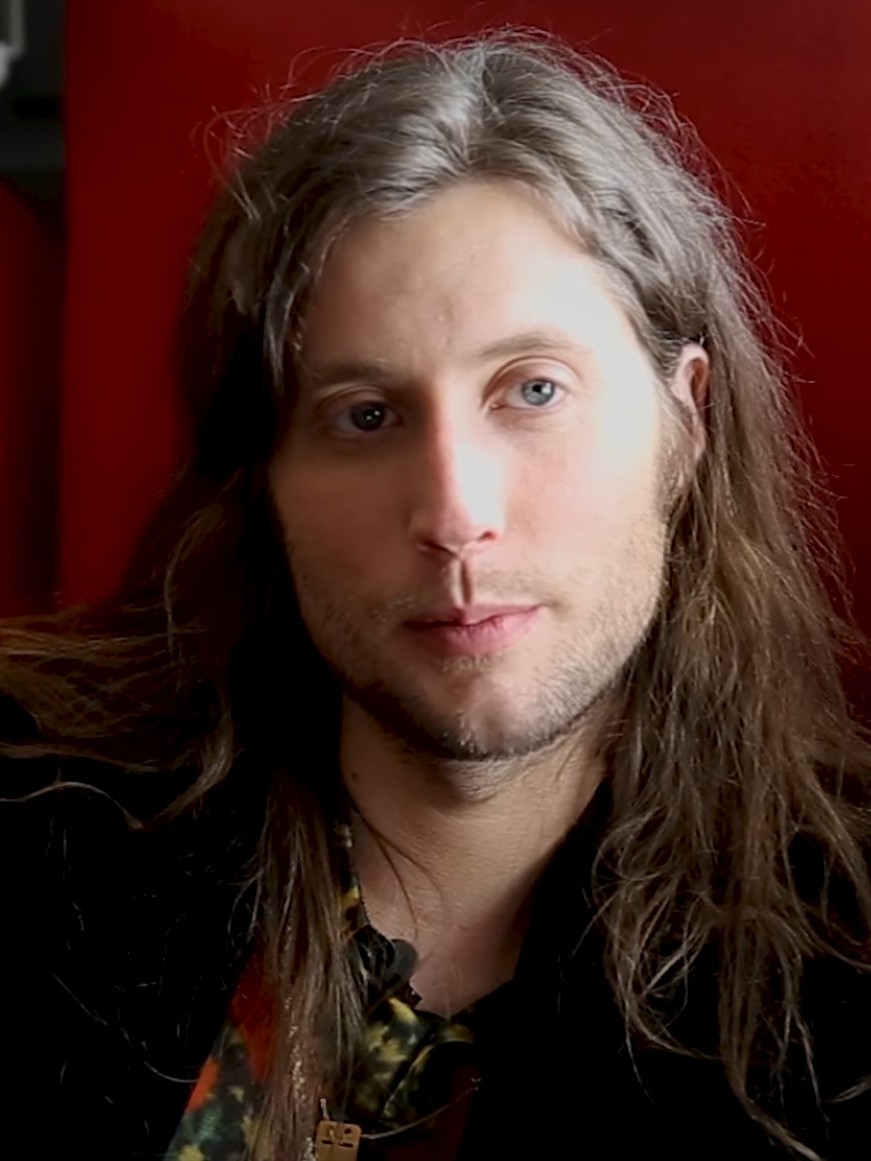
Ludwig Göransson compositor de la banda sonora de la película

Ludwig Göransson compuso la banda sonora de la película, después de haberlo hecho para la película anterior de Nolan, Tenet. La música de Göransson apareció en un avance de la película el 8 de mayo de 2023. También apareció en el vistazo de apertura exclusivo de cinco minutos de Universal Pictures el 13 de julio. Nolan le había aconsejado utilizar el violín para el tema central de Oppenheimer en la película, y Göransson comentó que había sentido que podía pasar del "tono más romántico y hermoso en una fracción de segundo a sonidos de terror neuróticos y desgarradores".

## Estreno

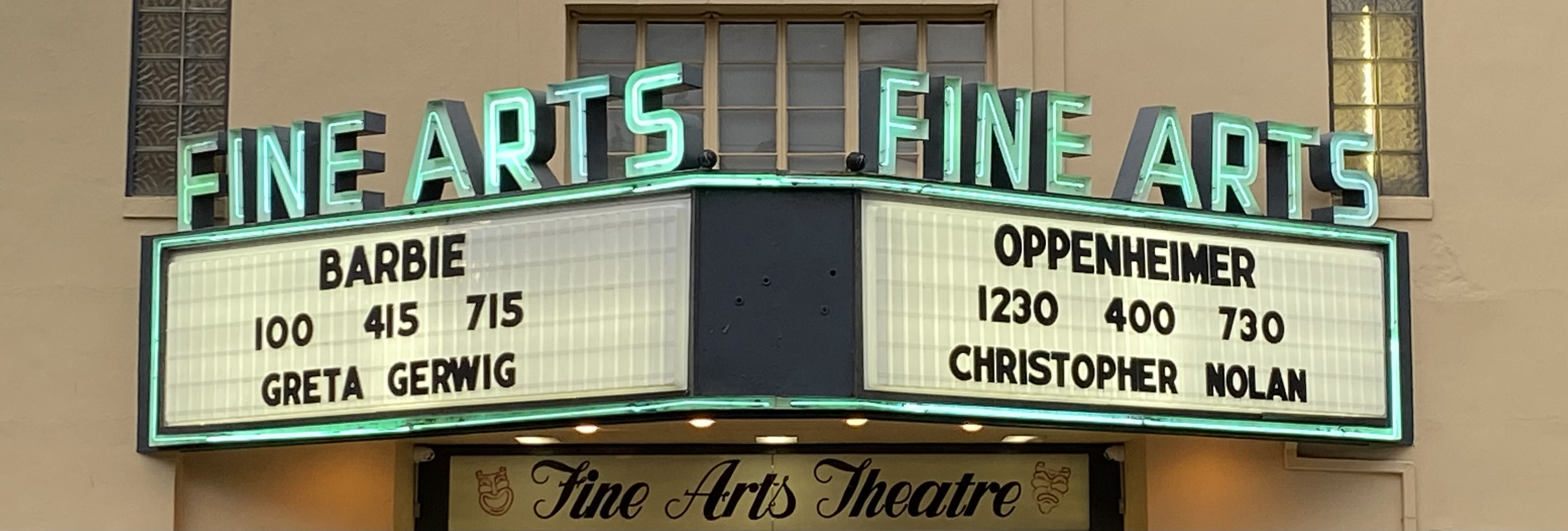
El Teatro de Bellas Artes de Asheville, Carolina del Norte, Estados Unidos., muestra los horarios de Barbie y Oppenheimer, y debajo de los horarios se muestra el director respectivo de cada película. Las dos películas son las únicas que se proyectan en el cine en ese momento. Este es un ejemplo del fenómeno de Barbenheimer.

Oppenheimer fue estrenada el 21 de julio de 2023 por Universal Pictures en IMAX 70 mm, estándar 70 mm, 35 mm y digital. Teniendo en cuenta el presupuesto de la película y los costos de marketing, la revista Variety declaró que la película deberá recaudar al menos $400 millones en todo el mundo para obtener ganancias.
La película se estrenó el mismo día que Barbie, una película de comedia fantástica dirigida por Greta Gerwig basada en las muñecas de moda y la franquicia de medios Barbie de Mattel, y distribuida por Warner Bros. Muchos especularon que la decisión de Warner Bros. de estrenar Barbie en el mismo día que se hizo Oppenheimer para agotar las ventas de entradas de Oppenheimer como represalia por el lanzamiento de la película por parte de Nolan con Universal. Debido a la disonancia tonal y de género entre las dos películas, muchos usuarios de las redes sociales crearon memes sobre cómo las dos películas atrajeron a diferentes audiencias, y cómo deberían verse como una función doble. La tendencia fue denominada "Barbenheimer",  y fue etiquetada como contraprogramación durante un verano de "crisis de la industria del entretenimiento". Cillian Murphy había respaldado el fenómeno y dijo: "Mi consejo sería que la gente fuera a ver ambas el mismo día. Si son buenas películas, entonces eso es una ganancia para el cine".

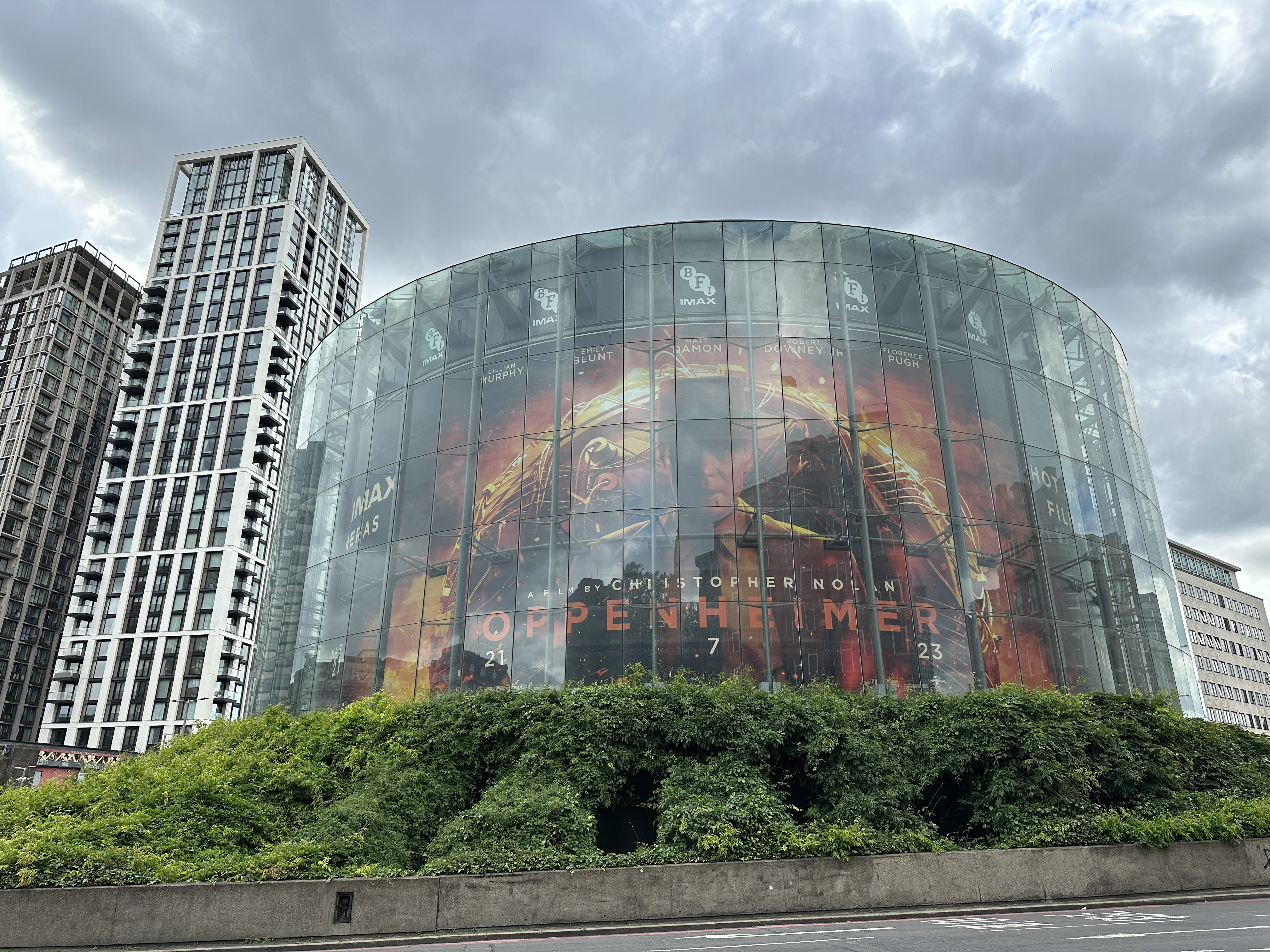
Anuncio publicitario de Oppenheimer en el cine BFI IMAX en Londres (2023).

A partir de marzo de 2022, Universal Pictures detuvo el estreno de sus títulos en Rusia, sumándose a otros importantes distribuidores cinematográficos estadounidenses en el boicot contra el país tras su invasión de Ucrania en febrero de 2022. Oppenheimer también había sido prohibido por el Ministerio de Cultura de Rusia, que se había negado a autorizar la proyección de la película, afirmando que no cumplía con sus objetivos de "preservar y fortalecer los valores espirituales tradicionales rusos".
La película permaneció inédita en Japón durante numerosos meses después de su estreno mundial inicial. Variety destacó la controvertida reputación de la película en Japón debido a que los bombardeos atómicos de Hiroshima y Nagasaki fueron un resultado directo de las acciones de Oppenheimer, y un portavoz de Universal afirmó que "los planes no se han finalizado en todos los mercados". También añadió que las películas estadounidenses tienden a estrenarse en Japón unos meses después de su estreno inicial en cines. En diciembre de 2023, el distribuidor de películas japonés independiente Bitters End anunció que estrenaría la película en cines para 2024, ya que el principal distribuidor de películas del país, Toho-Towa, optó por no estrenarla. El 24 de enero de 2024, se reveló que la película se estrenará en Japón el 29 de marzo.
| Fechas de estreno (Fuente: IMDb). |                                                         |               |                                              |
| País                              | Fecha de estreno                                        | País          | Fecha de estreno                             |
| Francia                           | 11 de julio de 2023 En "Le Grand Rex", Premier de París | Reino Unido   | 13 de julio de 2023 En la premier de Londres |
| Estados Unidos                    | 17 de julio de 2023                                     | Bélgica       | 19 de julio de 2023                          |
| Suiza                             | 19 de julio de 2023                                     | Egipto        | 19 de julio de 2023                          |
| Albania                           | 20 de julio de 2023                                     | Argentina     | 20 de julio de 2023                          |
| Brasil                            | 19 de julio de 2023                                     | Alemania      | 19 de julio de 2023                          |
| Ecuador                           | 20 de julio de 2023                                     | Chile         | 20 de julio de 2023                          |
| México                            | 20 de julio de 2023                                     | Perú          | 20 de julio de 2023                          |
| Ucrania                           | 20 de julio de 2023                                     | Venezuela     | 20 de julio de 2023                          |
| Países Bajos                      | 20 de julio de 2023                                     | Singapur      | 20 de julio de 2023                          |
| Bulgaria                          | 21 de julio de 2023                                     | Canadá        | 21 de julio de 2023                          |
| Noruega                           | 21 de julio de 2023                                     | Polonia       | 21 de julio de 2023                          |
| Vietnam                           | 11 de agosto de 2023                                    | Corea del Sur | 15 de agosto de 2023                         |
| China                             | 24 de agosto de 2023                                    | Japón         | 29 de marzo de 2024                          |

### Censura en India
En India, la película se estrenó con todas las instancias de escenas de desnudez, sexo y fumar cigarrillos censuradas (pero no eliminadas) por los realizadores de la película, lo que le valió el certificado U/A de la Junta Central de Certificación de Cine (CBFC) y mantuvo el mismo tiempo de ejecución. El audio de la escena donde Tatlock le indica a Oppenheimer que lea un verso de la escritura hindú Bhagavad-gītā, "Me he convertido en la Muerte, destructor de mundos", mientras tenía relaciones sexuales, permaneció intacto. El verso "Me he convertido en la muerte..." se asocia desde hace mucho tiempo con el propio Oppenheimer. Como informó NDTV, el ministro de Información y Radiodifusión, Anurag Thakur, cuestionó cómo CBFC certificó la película con ese verso escuchado durante tal circunstancia en primer lugar, y pidió que se eliminara la escena. El sector Hindutva se ofendió y exigió que la escena fuera retirada. Entre ellos se encontraban el periodista Uday Mahurkar, el comisionado de información del gobierno de India y el fundador de Save Culture Save India Foundation; en una carta abierta dirigida al propio Nolan publicada en X, Mahurkar calificó la escena como un "ataque directo a las creencias religiosas de mil millones de hindúes tolerantes" y exigió que se elimine de todos los lanzamientos de la película en todo el mundo. A pesar de la oposición de estos elementos, la película fue bien recibida en la mayor parte del país.

### Publicidad y promoción
La campaña de publicidad de Oppenheimer comenzó el 22 de febrero de 2022 cuando se compartió un primer vistazo de Murphy en su personaje de Oppenheimer. En la imagen en blanco y negro, se ve a Murphy con una mirada imperturbable mientras fuma un cigarrillo. Tomando nota de la historia del físico con el tabaquismo empedernido, Variety comentó: "Eso es ciertamente fiel al registro histórico".
El 22 de julio de 2022, exactamente un año antes del estreno de la película en los cines, se lanzó un póster teaser. Le siguió un teaser tráiler el 28 de julio de 2022, con una cuenta regresiva en vivo hasta las 05:29 a. m. (MST) del 16 de julio de 2023, el 78.º aniversario de la primera detonación de un arma atómica; se estrenó en proyecciones de Nope antes de publicarse en línea en los perfiles de redes sociales de Universal. Empire comentó: "Parece un material embriagador y melancólico con una verdadera sensación de peso, una película de Christopher Nolan, en otras palabras". En diciembre de 2022, dos tráileres de la película se estrenaron frente a las proyecciones de Avatar: The Way of Water, uno de los cuales fue exclusivo de las proyecciones IMAX y el otro se mostraba en todos los demás formatos. Este último finalmente se lanzó en línea.
En mayo de 2023, se estrenó un tráiler oficial durante las proyecciones previas de Guardianes de la Galaxia Vol. 3. Posteriormente se lanzó al público el 8 de mayo de 2023, junto con un nuevo póster.
El estreno de la película en Londres se vio afectado por la huelga SAG-AFTRA de 2023, por lo que los actores del reparto tuvieron un tiempo limitado para pasar por la alfombra roja y contestar preguntas de la prensa. Sin embargo, durante la rueda de prensa, Nolan tomó el micrófono y comunicó que los actores habían abandonado el estreno para unirse a la huelga a favor de salarios justos para actores y guionistas de Hollywood.

## Recepción

### Crítica
En el sitio web agregador de reseñas Rotten Tomatoes, el 93 % de las 469 reseñas de los críticos son positivas, con una calificación promedio de 8.6/10. El consenso del sitio web dice: «Oppenheimer marca otro logro fascinante de Christopher Nolan, que se beneficia de la magistral actuación de Murphy y de unos efectos visuales impresionantes». Metacritic, que utiliza una media ponderada, asignó una puntuación de 88 sobre 100 basada en 69 críticas, lo que indica «aclamación universal».
Richard Roeper de Chicago Sun-Times otorgó a Oppenheimer una calificación perfecta cuatro de cuatro estrellas, describiéndola como "magnífica" y "una de las mejores películas del siglo 21".  Matthew Jackson, de The A.V. Club, la consideró una "obra maestra" y agregó que "es la mejor película de Christopher Nolan hasta el momento, un paso hacia un nuevo nivel para uno de nuestros mejores cineastas y una película que se graba a fuego en tu cerebro". Dan Jolin de la revista Empire lo calificó como un "estudio de personajes magistralmente construido", tomando nota particular de la actuación de Murphy y la cinematografía IMAX de van Hoytema. Matt Zoller Seitz, escribiendo para RogerEbert.com, le dio a Oppenheimer una calificación completa de cuatro estrellas. Elogió la narración de Nolan, la exploración del personaje de Oppenheimer y los logros técnicos de la película, y concluyó: "Como experiencia física, Oppenheimer es algo completamente diferente; es difícil decir exactamente qué, y eso es lo que es tan fascinante sobre esta". Peter Travers de ABC News describió la película como un "logro monumental" y "una de las mejores películas que verás en cualquier lugar". Caryn James de BBC Culture la calificó de manera similar como "el trabajo más maduro [de Nolan] y audazmente imaginativo", y agregó que combinaba la "acción explosiva y comercialmente tentadora de la trilogía The Dark Knight" con los "fundamentos cerebrales" de Memento, Inception y Tenet. Saibal Chatterjee de NDTV calificó la película con 4,5 estrellas sobre 5 y declaró: "Oppenheimer, un logro cinematográfico de brillantez cegadora, logra una combinación sublime de grandeza visual, estilo técnico, intimidad emocional y un examen de los límites del esfuerzo y la ambición humana".
A pesar de elogiar los temas y las actuaciones de la película, Brian Lowry, de CNN, creía que "Nolan hace muchos malabares, de una manera que va en detrimento de la película". En una reseña para el periódico indio ThePrint, el crítico Theres Sudeep criticó el retrato del protagonista por parte del director, comentando que «si bien se hace que la audiencia cuestione sus acciones y sus terribles consecuencias, Nolan se asegura, con la misma eficacia, de que el hombre mismo nunca sea cuestionado. Es martirizado». El crítico explicó que «se muestra que [Oppenheimer] está atormentado por suficiente culpa y se supone que esto compensa todos sus defectos» y añadió que «desde el punto de vista de Nolan, Oppenheimer no tiene sangre en las manos simplemente porque reconoce que la tiene».
‘'Nos guste o no, J. Robert Oppenheimer es la persona más importante que jamás haya existido. Hizo el mundo en el que vivimos, para bien o para mal. Y su historia hay que verla para creerla'’, mencionó el director Nolan sobre la cinta bélica en la Comic-Con. Que si bien, es una narrativa que año con año se repite con adaptaciones de la Segunda Guerra Mundial, esta nueva visión de Nolan, adaptada del libro de Kai Bird y Martín J. Sherwin, promete hablar de un personaje que moldeó la realidad en que se percibe.

### Recepción en Japón

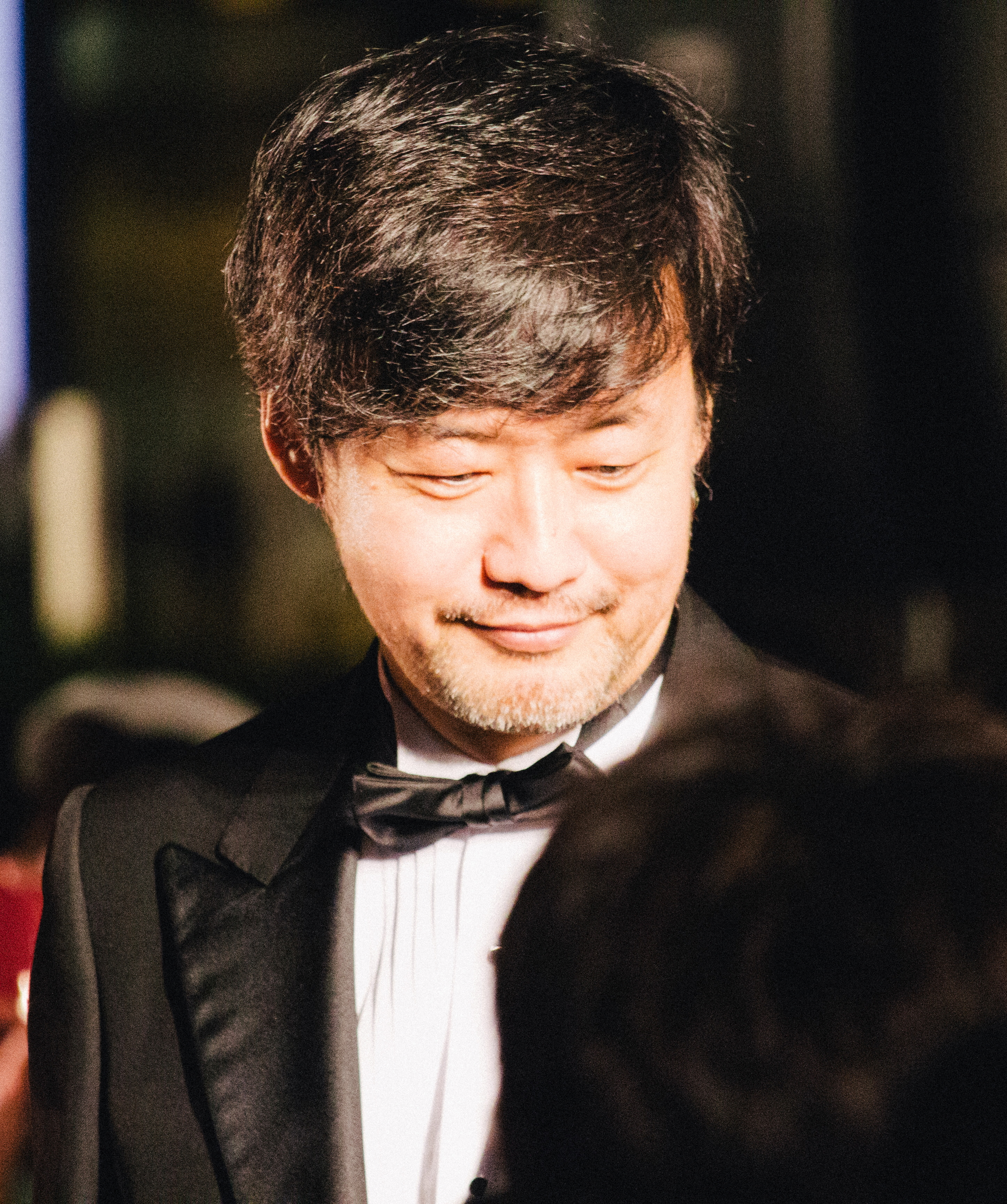
El director de cine japonés Takashi Yamazaki decidió hacer una película como respuesta japonesa a Oppenheimer.

El estreno de la película en Japón, más de ocho meses después de su estreno en Estados Unidos, fue visto con inquietud debido a lo delicado del tema.
El exalcalde de Hiroshima, Takashi Hiraoka, que habló en un evento previo a la película en la ciudad del suroeste, fue más crítico con lo que se omitió. “Desde la perspectiva de Hiroshima, el horror de las armas nucleares no fue suficientemente representado”, dijo, citado por los medios japoneses. “La película se hizo para validar la conclusión de que la bomba atómica se utilizó para salvar las vidas de los estadounidenses”.
Takashi Yamazaki, director de Godzilla Minus One, que ganó el Oscar por efectos visuales y es a su manera una poderosa declaración sobre la catástrofe nuclear, sugirió que él podría ser el hombre para ese trabajo. “Siento que es necesario que haya una respuesta de Japón a ‘Oppenheimer’. Algún día me gustaría hacer esa película”, dijo en un diálogo en línea con el director de “Oppenheimer”, Christopher Nolan. Nolan estuvo de acuerdo.

### Exactitud y omisiones

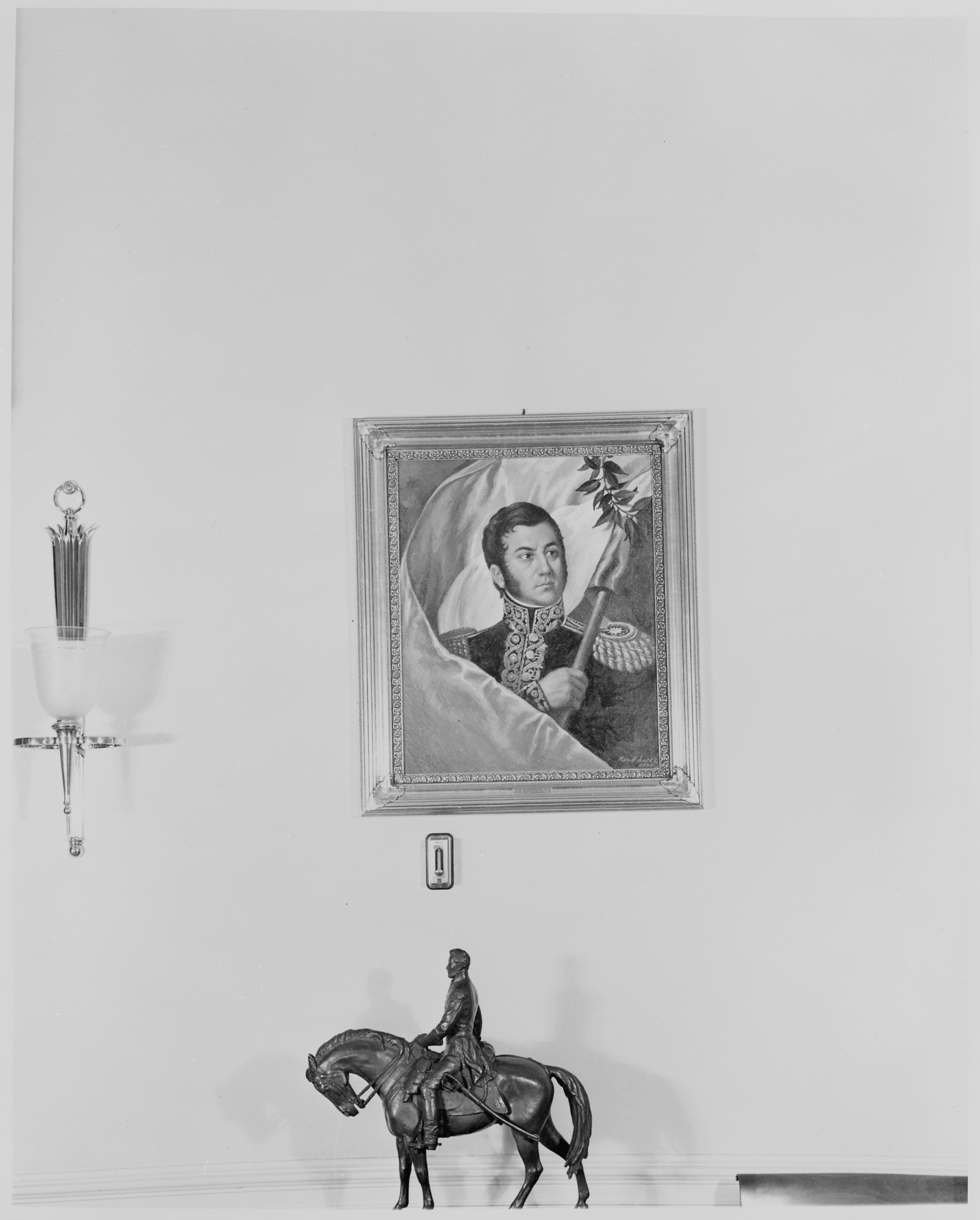
Si bien el presidente Harry Truman sí tenía un retrato del prócer argentino José de San Martín, no llegó a la Casa Blanca hasta el 29 de octubre de 1946, más de un año después de la reunión de Truman con Oppenheimer.

Dentro de la mítica Casa Blanca, en una dramática escena y detrás del físico Oppenheimer, aparece un cuadro del General José de San Martín, con su típico semblante serio y mirando hacia el costado, aparece en la película. Aunque no se sabe el motivo exacto de la participación del cuadro, algunos usuarios en las redes sociales creen que es pura coincidencia y decorado de la escena. No obstante, también circula la idea de que el presidente de Estados Unidos, Harry S. Truman, gobernante durante el desarrollo del Proyecto Manhattan cuyo objetivo fue crear las primeras armas nucleares, era un acérrimo admirador del prócer argentino. De todas formas, si es de público conocimiento que el 13 de septiembre de 1961, Oppenheimer, visitó la Argentina mientras era director desde 1947 del Instituto de Estudios Superiores de Princeton. En su viaje al país, el físico recibió el título de doctor honoris causa y dio una conferencia en la actual Facultad de Ingeniería de la Universidad Nacional de La Plata (Facultad de Ciencias Fisicomatemáticas en aquel entonces), en donde también dio varias charlas Albert Einstein en años anteriores.
La película se destacó por su precisión, con algunas escenas tomadas palabra por palabra del libro o de eventos de la vida real. Muchos de los cambios son pequeños adornos o cambios de la vida real. Por ejemplo, Oppenheimer no estaba tan entusiasmado con su descubrimiento de los agujeros negros como se muestra en la película, ya que no sabía cuán significativo sería; De hecho, el estudio se publicó el mismo día que Alemania invadió Polonia, como se muestra en la película. Durante la prueba Trinity, Donald Hornig tenía su mano en el interruptor de apagado para un tiempo de reacción más rápido, no cerca como se muestra en la película. Truman llamó a Oppenheimer "llorón", pero en una carta a Dean Acheson un año después, no inmediatamente después de conocer a Oppenheimer.
La escena en la que Oppenheimer envenena la manzana de su profesor se basa en los relatos que Oppenheimer dio sobre el incidente, pero no está claro si ocurrió en la vida real. En la película, se representa a Oppenheimer poniendo cianuro de potasio en la manzana antes de cambiar de opinión al día siguiente, y luego impidiendo por poco que se coma la manzana. No hay evidencia de que Niels Bohr casi se comiera la manzana o de que estuviera involucrado en el incidente. Oppenheimer y Einstein eran amigos, pero las conversaciones específicas en torno a las cuales gira la película nunca sucedieron. Oppenheimer llevó sus preocupaciones sobre una reacción en cadena imparable a Arthur Compton, no a Einstein.
Como observa Strauss en la película, Oppenheimer nunca se disculpó, pero la realidad fue peor: Oppenheimer se abstuvo de dar una disculpa incluso cuando podría haber sido apropiada, como su visita a Japón en 1960. Además de sus conflictos interpersonales, Strauss tenía otra razón para socavar la credibilidad de Oppenheimer al revocar su autorización de seguridad: Oppenheimer se oponía a un mayor desarrollo de la bomba de hidrógeno por parte de Estados Unidos. Scott Sagan describe la pérdida de la influencia de Oppenheimer como una posible limitación de la carrera armamentista nuclear entre Estados Unidos y la Unión Soviética como una "tragedia más amplia" representada menos claramente en la película que la tragedia personal del científico, pero calificó la producción como "altamente precisa", " lo contrario para una película de Hollywood. No se mostraron muchos esfuerzos realizados en otros sitios del Proyecto Manhattan, como Hanford, Washington y Oak Ridge, Tennessee. La mayoría de ellos, supervisados por el general Leslie Groves, se centraron en producir el material radiactivo que impulsó las explosiones nucleares.  Además del equipo de Los Álamos, quienes trabajaban en otros sitios del Proyecto, particularmente el Laboratorio Metalúrgico de la Universidad de Chicago, también expresaron su preocupación por el uso de la bomba atómica contra Japón.

### Taquilla

#### Estados Unidos y Canadá
En Estados Unidos y Canadá, Oppenheimer se estrenó junto con Barbie.  La semana de sus estrenos, AMC Theatres anunció que más de 40.000 miembros de AMC Stubs ya habían reservado entradas para ambas películas el mismo día. Después de recaudar 33 millones de dólares en su primer día (incluidos 10,5 millones de dólares de los avances del jueves por la noche), debutó con 82,5 millones de dólares, terminando segundo detrás de Barbie y marcando uno de los mejores fines de semana de apertura de la historia para una R - drama calificado. El 64% de la audiencia eran hombres y el 33% tenía entre 18 y 34 años. Se atribuye al fenómeno Barbenheimer el aumento del interés por la película, con un total del 79% de las entradas vendidas durante el fin de semana para las dos películas (27% para Oppenheimer ), un total combinado de 18,5 millones de personas. 
El primer fin de semana de la película fue el mejor para Nolan para una película original, siendo el más alto de su filmografía fuera de las dos últimas películas de la trilogía The Dark Knight. Logró el tercer fin de semana de estreno más alto para una película biográfica, detrás de La pasión de Cristo (2004) y American Sniper (2014). La película recaudó 46,2 millones de dólares en su segundo fin de semana (una caída del 44%), quedando en segundo lugar detrás de Barbie. La película recaudó 28,7 millones de dólares en su tercer fin de semana, quedando en tercer lugar detrás de Barbie y la recién llegada Meg 2: The Trench. El 16 de agosto, Oppenheimer superó Sing:¡Ven y canta! (2016) para convertirse en la película más taquillera que nunca alcanzó el puesto número uno en taquilla. Durante su cuarto fin de semana, la película recaudó 18,8 millones de dólares (una caída del 35%) y volvió al segundo lugar. En su quinto y sexto fin de semana, la película recaudó $ 10,7 millones y $ 9 millones (una caída del 43% y 16% respectivamente), terminando en tercer y cuarto lugar en taquilla y superando los $ 300 millones a nivel nacional en su sexto fin de semana. Después de sus 13 nominaciones en los Premios Oscar, la película se expandió de 1.008 salas a 2.262 en su semana 28 de estreno y recaudó 1 millón de dólares, un aumento del 284% respecto al fin de semana anterior.

### Premios y nominaciones
El 11 de diciembre de 2023 se anunciaron las nominaciones a los Globos de Oro, logrando las nominaciones en las categorías: Mejor actor de reparto, Mejor Guion, Mejor Director, Mejor Banda Sonora.En la entrega de los Globos de oro 2024, Oppenheimer ganó en las categorías de  Mejor Película de Drama,  Mejor Director, Mejor Actor, Mejor Actor de Reparto y Mejor Banda Sonora.
También fue nominada a 13 Premios BAFTA, entre ellas "Mejor Película", "Mejor director" y "Mejor actor". La película recibió nominaciones a 13 premios en los  Critics' Choice Movie Awards (ganando ocho),  11 Premios Saturn y 13 Premios Satellite, mientras que su partitura obtuvo tres nominaciones en la 66.ª edición anual de los Premios Grammy. Oppenheimer recibió 13 nominaciones en la 96.ª edición de los Premios Oscar , incluidas cuatro categorías de los " Cinco Grandes ": Mejor Película, Dirección, Actor Protagónico y Guion Adaptado, entre otras.
Premios Óscar
| Premio                            | Categoría                               | Receptores                                                      | Resultado |
| --------------------------------- | --------------------------------------- | --------------------------------------------------------------- | --------- |
| 96.ª edición de los Premios Óscar | Mejor película                          | Emma Thomas, Charles Roven y Christopher Nolan                  | Ganadora  |
| 96.ª edición de los Premios Óscar | Mejor director                          | Christopher Nolan                                               | Ganador   |
| 96.ª edición de los Premios Óscar | Mejor Actor                             | Cillian Murphy                                                  | Ganador   |
| 96.ª edición de los Premios Óscar | Mejor Actriz de Reparto                 | Emily Blunt                                                     | Nominada  |
| 96.ª edición de los Premios Óscar | Mejor Actor de Reparto                  | Robert Downey Jr.                                               | Ganador   |
| 96.ª edición de los Premios Óscar | Mejor Guion Adaptado                    | Christopher Nolan                                               | Nominada  |
| 96.ª edición de los Premios Óscar | Mejor Banda Sonora                      | Ludwig Göransson                                                | Ganador   |
| 96.ª edición de los Premios Óscar | Mejor Sonido                            | Willie D. Burton, Richard King, Gary A. Rizzo y Kevin O'Connell | Nominados |
| 96.ª edición de los Premios Óscar | Mejor Fotografía                        | Hoyte van Hoytema                                               | Ganador   |
| 96.ª edición de los Premios Óscar | Mejor Montaje                           | Jennifer Lame                                                   | Ganadora  |
| 96.ª edición de los Premios Óscar | Mejor Vestuario                         | Ellen Mirojnick                                                 | Nominada  |
| 96.ª edición de los Premios Óscar | Mejor diseño de Maquillaje y peluquería | Luisa Abel                                                      | Nominada  |
| 96.ª edición de los Premios Óscar | Mejor diseño de Producción              | De Jong y Claire Kaufman                                        | Nominada  |

Premios BAFTA
| Premio                | Categoría                     | Receptores                                                       | Resultado | 'Ref.   |
| --------------------- | ----------------------------- | ---------------------------------------------------------------- | --------- | ------- |
| Premios BAFTA de 2023 | Mejor Película                | Christopher Nolan, Charles Roven y Emma Thomas                   | Ganadores | [ 117 ] |
| Premios BAFTA de 2023 | Mejor Dirección               | Christopher Nolan                                                | Ganador   | [ 117 ] |
| Premios BAFTA de 2023 | Mejor Actor                   | Cillian Murphy                                                   | Ganador   | [ 117 ] |
| Premios BAFTA de 2023 | Mejor Actor de Reparto        | Robert Downey Jr.                                                | Ganador   | [ 117 ] |
| Premios BAFTA de 2023 | Mejor Actriz de Reparto       | Emily Blunt                                                      | Nominada  | [ 117 ] |
| Premios BAFTA de 2023 | Mejor Guion Adaptado          | Christopher Nolan                                                | Nominado  | [ 117 ] |
| Premios BAFTA de 2023 | Mejor Fotografía              | Hoyte van Hoytema                                                | Ganador   | [ 117 ] |
| Premios BAFTA de 2023 | Mejor Montaje                 | Jennifer Lame                                                    | Ganadora  | [ 117 ] |
| Premios BAFTA de 2023 | Mejor Diseño de Vestuario     | Ellen Mirojnick                                                  | Nominada  | [ 117 ] |
| Premios BAFTA de 2023 | Mejor Diseño de Producción    | Ruth De Jong y Claire Kaufman                                    | Nominados | [ 117 ] |
| Premios BAFTA de 2023 | Mejor Maquillaje y Peluquería | Luisa Abel, Jaime Leigh McIntosh, Jason Hamer, y Ahou Mofid      | Nominados | [ 117 ] |
| Premios BAFTA de 2023 | Mejor Música Original         | Ludwig Göransson                                                 | Ganador   | [ 117 ] |
| Premios BAFTA de 2023 | Mejor Sonido                  | Willie D. Burton, Richard King, Kevin O'Connell, y Gary A. Rizzo | Nominados | [ 117 ] |

Premios Globos de Oro
| Premio                                   | Categoría                           | Receptores                                     | Resultado |
| ---------------------------------------- | ----------------------------------- | ---------------------------------------------- | --------- |
| 81° edición de los Premios Globos de Oro | Mejor película - Drama              | Emma Thomas, Charles Roven y Christopher Nolan | Ganadores |
| 81° edición de los Premios Globos de Oro | Logro Cinematográfico y de Taquilla | Emma Thomas, Charles Roven y Christopher Nolan | Nominados |
| 81° edición de los Premios Globos de Oro | Mejor Actor - Drama                 | Cillian Murphy                                 | Ganador   |
| 81° edición de los Premios Globos de Oro | Mejor Director                      | Christopher Nolan                              | Ganador   |
| 81° edición de los Premios Globos de Oro | Mejor Actriz de Reparto             | Emily Blunt                                    | Nominada  |
| 81° edición de los Premios Globos de Oro | Mejor Actor de Reparto              | Robert Downey Jr.                              | Ganador   |
| 81° edición de los Premios Globos de Oro | Mejor Guion                         | Christopher Nolan                              | Nominado  |
| 81° edición de los Premios Globos de Oro | Mejor Banda Sonora                  | Ludwig Göransson                               | Ganador   |

Premios del Sindicato de Actores
| Premio                                              | Categoría                                   | Receptores | Resultado |
| --------------------------------------------------- | ------------------------------------------- | --- | --------- |
| 30ª edición de los premios del Sindicato de Actores | Mejor interpretación masculina protagonista | Cillian Murphy | Ganador   |
| 30ª edición de los premios del Sindicato de Actores | Mejor interpretación masculina de reparto   | Robert Downey Jr. | Ganador   |
| 30ª edición de los premios del Sindicato de Actores | Mejor interpretación femenina de reparto    | Emily Blunt | Nominada  |
| 30ª edición de los premios del Sindicato de Actores | Mejor Reparto                               | Casey Affleck, Emily Blunt, Kenneth Branagh, Matt Damon, Robert Downey Jr., Josh Hartnett, Rami Malek, Cillian Murphy, Florence Pugh | Ganadores |

Premios del Sindicato de Directores
| Premio                                              | Categoría       | Receptores        | Resultado |
| --------------------------------------------------- | --------------- | ----------------- | --------- |
| 76.° Premios del Sindicato de Directores de América | Mejor Dirección | Christopher Nolan | Ganador   |

Premios People's Choice
| Premio                                     | Categoría                             | Receptores                                     | Resultado |
| ------------------------------------------ | ------------------------------------- | ---------------------------------------------- | --------- |
| 49ª edición de los premios People's Choice | Película del año                      | Emma Thomas, Charles Roven y Christopher Nolan | Nominada  |
| 49ª edición de los premios People's Choice | Película de drama del año             | Emma Thomas, Charles Roven y Christopher Nolan | Ganador   |
| 49ª edición de los premios People's Choice | La estrella de cine masculina del año | Cillian Murphy                                 | Nominado  |
| 49ª edición de los premios People's Choice | La estrella de cine femenina del año  | Emily Blunt                                    | Nominada  |
| 49ª edición de los premios People's Choice | La estrella de cine dramático del año | Cillian Murphy y Florence Pugh                 | Nominados |